# Andamanenboeboekuil
De andamanenboeboekuil (Ninox affinis) is een vogel uit de familie Strigidae (Echte uilen).

## Verspreiding en leefgebied
Deze monotypische soort is endemisch op de Andamanen.

## Status
De grootte van de populatie wordt geschat op 2500-10.000 volwassen vogels. Op de Rode lijst van de IUCN heeft deze soort de status niet bedreigd.

## Externe link

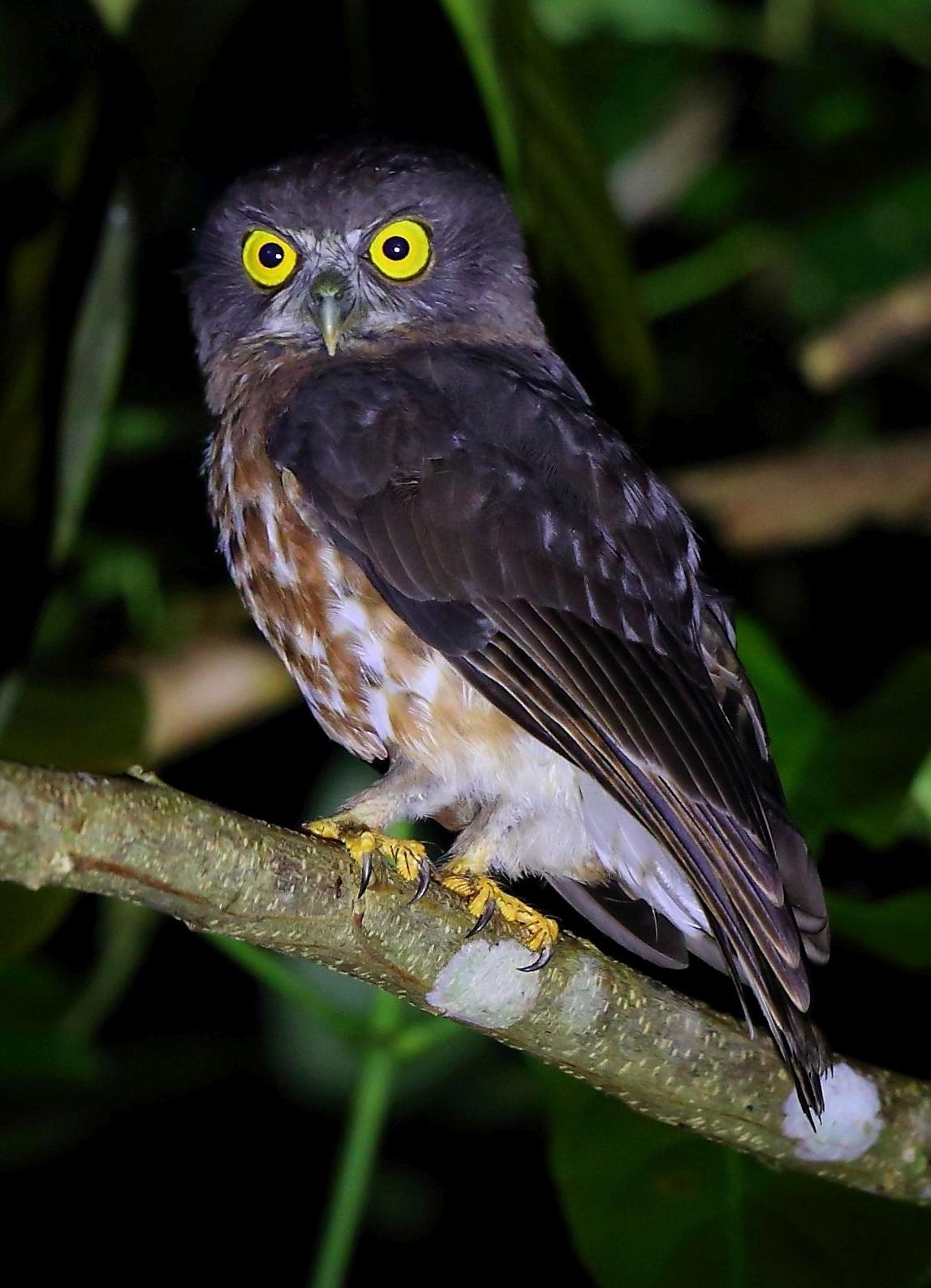